# Graham Barrett
Graham Barrett (født 6. oktober 1981 i Dublin, Irland) er en irsk tidligere fodboldspiller (angriber). Han spillede i den engelske Premier League for Arsenal, og for en række klubber i de lavere engelske rækker. Han stoppede sin karriere i 2010 hos Shamrock Rovers, som han vandt det irske mesterskab med.
For det irske landshold spillede Barrett seks kampe og scorede to mål. Han debuterede for holdet i en venskabskamp mod Finland 26. august 2002, og scorede det ene mål i den irske sejr på 3-0.

## Titler
Irsk mesterskab
- 2010 med Shamrock Rovers